# Balkan Noir
Balkan Noir är en svensk dramafilm som hade svensk premiär 12 oktober 2018. Filmens regissör, manusförfattare och producent är Drazen Kuljanin. Produktionsbolag är Film Facility 040.

## Handling
Filmen handlar om Oskar och Nina vars dotter som försvinner under en semesterresa i Montenegro. Oskar börjar acceptera det som hände för fem år sedan men Nina gruvar på hämnd.

## Rollista (i urval)
- Disa Östrand – Nina
- Johannes Bah Kuhnke – Oskar
- Srdjan Grahovac
- Ana Sofrenović
- Sergej Trifunovic